# Мфунді (департамент)
Мфунді — департамент Центрального регіону у Камеруні.
Департамент займає площу 297 км² і станом на 2005 рік мав загальну кількість населення 1 881 876 осіб. Департамент знаходиться біля столиці Яунде.

## Дивіться також
Яунде